# The Day After: Fight for Promised Land
The Day After: Fight for Promised Land è un videogioco tattico in tempo reale, sviluppato da G5 Software è pubblicato in Italia da Black Bean Games.

## Trama
Il gioco è basato su una possibile crisi dei missili cubani del 1962 finita in tragedia: Un U-2 viene abbattuto, è ciò causa una terza guerra mondiale e il successivo olocausto nucleare: L'URSS invade l'Europa ed il Medio Oriente, difese dalle truppe francesi e tedesche, mentre tentano di evacuare la popolazione europea in Africa centrale. Mentre l'alleanza anglo-americana cerca di difendere le terre in Sud America e in Africa meridionale per la loro sopravvivenza, mentre la Repubblica Popolare di Cina invade l'URSS e il resto dell'Asia.

## Modalità di gioco
Come Blitzkrieg, le battaglie sono rese in un terreno 3D con punti di vista isometrica. Le battaglie raffigurano anche stagioni, clima e condizioni atmosferiche, tutte cose che possono influire il gameplay.
Il giocatore può costruire ponti, trincee e buche, arruolare unità di riparazione e rifornimento e chiamare supporto aereo quando necessario. Virtualmente tutto può essere distrutto, inclusi ponti e costruzioni; con la giusta dose di esplosivo. Alberi e foreste possono essere fatti saltare in aria da carri armati o fuoco d'artiglieria, e il terreno può essere segnato dai crateri.
Gli elicotteri da trasporto possono atterrare caricare o scaricare fanteria. I soldati e l'equipaggio dei carri possono avvelenarsi e perire a causa delle radiazioni. Solo le squadre NBC possono combattere e risanare l'area. I missili terra-aria inoltre possono attaccare gli aeromobili.
Il giocatore riceve rinforzi all'inizio di ogni capitolo e ha la possibilità di potenziarli. Esistono 4 campagne: URSS, alleanza anglo-americana, alleanza franco-tedesca e la Repubblica Popolare cinese.